# Gâteau glacé
Un gâteau glacé est un gâteau et dessert à base de crème glacée. Il existe deux types de gâteaux à la crème glacée : ce sont soit des gâteaux dont la base est remplie et tartinée de crème glacée ou de semifreddo, soit des gâteaux entièrement composés de crème glacée - sans base de pâte. Contrairement aux bombes glacées qui sont hémisphériques, les gâteaux glacés ont une forme plus plate.
Ces gâteaux sont particulièrement populaires dans les pays anglophones d'Amérique du Nord, et on en trouve des variantes (les "arctic rolls") au Royaume-Uni.
Pour la garniture, on utilise généralement de la glace faiblement congelée, qui est ensuite durcie au congélateur. Il est également possible d'utiliser des fourrages à base de crème, de fruits ou de chocolat haché, qui sont ensuite durcis au congélateur.
Les gâteaux glacés à base de pâte peuvent être composés de bases de génoise ou de meringue. Les couches de base et intermédiaires sont remplies et étalées avec de la crème glacée, laissées à durcir au congélateur, puis décorées avec de la crème fouettée, des fruits à napper ou d'autres décorations, mais elles ne peuvent être décorées que juste avant d'être mangées,,.